# Tadhg Beirne

a Compétitions nationales et continentales officielles uniquement.

b Matchs officiels uniquement.
Dernière mise à jour le 4 août 2025.
Tadhg Beirne, né le 8 janvier 1992 à Eadestown (Comté de Kildare), est un joueur international irlandais de rugby à XV, jouant au poste de deuxième ligne, troisième ligne aile ou troisième ligne centre au Munster depuis 2018.

## Carrière

### En club
Beirne a été formé par le Leinster, jouant essentiellement pour leur équipe réserve. Il n'a joué avec cette province que 4 matches professionnels, en tant que remplaçant, durant la saison 2015-2016, avant d'être libéré. Il est recruté par les Scarlets, au pays de Galles. Dès la Saison 2016-2017, il devient un élément important du club et joue un rôle dans la conquête du titre de champion du Pro12. L'année suivante, il est de nouveau finaliste de la compétition, battu par son club formateur. Il est néanmoins nommé joueur de la saison. En 2018, il annonce son retour en Irlande, dans l'effectif de la province du Munster.
À la fin de la saison 2018-2019, il est nommé dans l'équipe type de la saison du Pro14.
Durant la saison 2022-2023, le Munster atteint la finale du United Rugby Championship après avoir battu le Leinster en demi-finale. En finale, les Irlandais affrontent les Sud-Africains des Stormers, et Tadhg Beirne est titulaire en deuxième ligne aux côtés de Jean Kleyn pour cette rencontre. Le Munster s'impose 19 à 14 et remporte cette compétition pour la première fois depuis 2011,.

### En équipe nationale
En 2012, Beirne a joué avec l'Équipe d'Irlande de rugby à XV des moins de 20 ans le championnat du monde junior de rugby à XV 2012, finissant la compétition en sixième position. 
Beirne fait ses premiers pas en équipe nationale senior lors de la tournée de l'Irlande en Australie en juin 2018. Il obtient sa première cape lors du second test match. Il joue ensuite la tournée de novembre et un match du Tournoi des Six Nations 2019. Après trois nouveaux tests de préparation, il est retenu parmi les 31 joueurs irlandais disputant la Coupe du monde au Japon.
Début janvier 2023, il est convoqué en équipe d'Irlande par Andy Farrell pour disputer le Tournoi des Six Nations. Il est titulaire lors des deux premiers matchs contre le Pays de Galles et la France, avant de se blesser à une cheville, le rendant indisponible trois mois et le contraignant ainsi à déclarer forfait pour la suite du tournoi. Il ne joue donc que deux rencontres. L'Irlande remporte la compétition en réalisant le Grand Chelem. Il remporte ainsi son premier titre en sélection nationale.
Fin mai 2023, il est présélectionné dans un groupe de 42 joueurs pour préparer la Coupe du monde 2023 avec son pays,.
En janvier 2024, il est sélectionné pour le Tournoi des Six Nations.
Début mai 2025, il est convoqué pour la tournée des Lions britanniques et irlandais en Australie. Il y joua quatre rencontres : une face à l'Argentine et trois face à l'Australie. Il s'illustre notamment en inscrivant deux essais lors des matchs face aux Pumas et aux Wallabies. 

## Palmarès

### En province
- Leinster
  - Finaliste du Pro12 en 2016

- Scarlets
  - Vainqueur du Pro12 en 2017
  - Finaliste du Pro14 en 2018

- Munster
  - Finaliste du Pro14 en 2021
  - Vainqueur du United Rugby Championship en 2023

### En sélection nationale
- Irlande
  - Vainqueur du Tournoi des Six Nations en 2023 (Grand Chelem) et 2024

### Distinctions personnelles
- Meilleur joueur du Pro14 en 2018.
- Membre de l'équipe type du Pro14/United Rugby Championship en 2018, 2019, 2024 et 2025.
- Membre de l'équipe type du Tournoi des Six Nations en 2024.